# بحيرة نبع بردى
بحيرة نبع بردى تقع في جنوب غرب سهل الزبداني بالقرب من دمشق / سوريا حيث نبع بردى وتتغذى البحيرة من ذوبان ثلوج أعالي جبال الزبداني، ومنها ينبع ويسير نهر بردى.